# Plac Zbawiciela w Bydgoszczy

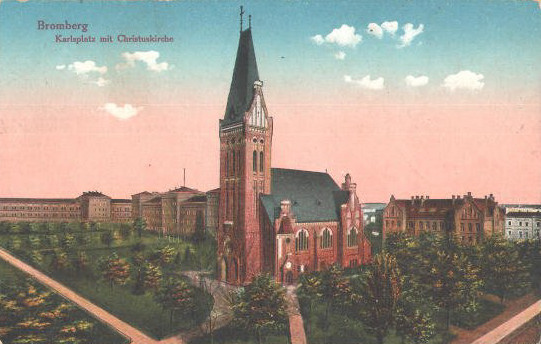
Plac Zbawiciela w 1918 r.

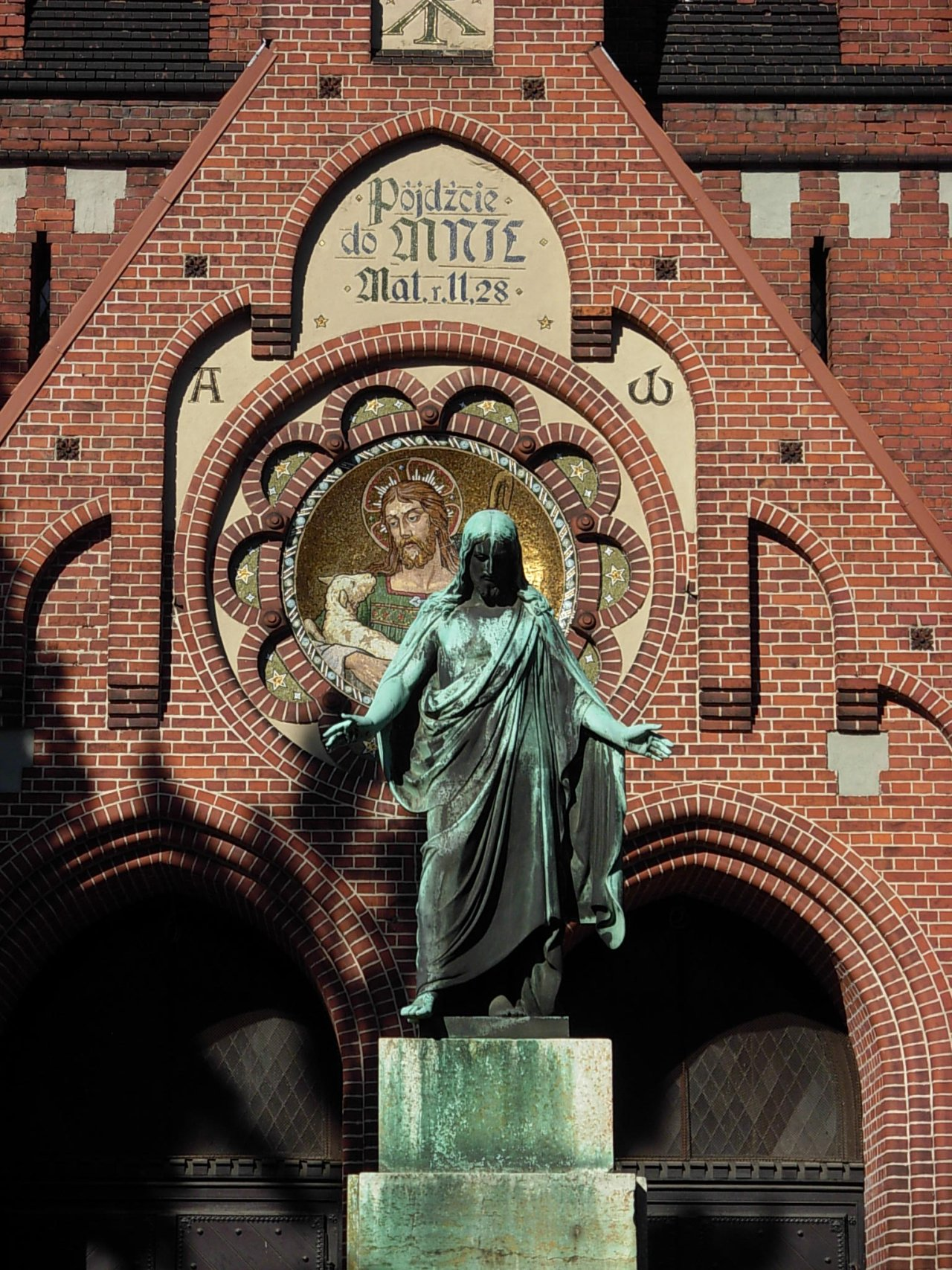
Figura Chrystusa Zbawiciela

Plac Zbawiciela – plac miejski w Bydgoszczy.

## Położenie
Plac Zbawiciela znajduje się w zachodniej części Śródmieścia Bydgoszczy między ulicą Warszawską, Fredry i Sobieskiego.

## Historia
Plac Zbawiciela został wytyczony w 1853 r. podczas planowania nowych dzielnic śródmiejskich łączących nowy dworzec kolejowy ze Starym Miastem. Pierwotnie stanowił cmentarz dla folwarku Bocianowo, dlatego został wyłączony spod zabudowy. Jednakże w 1861 r. przeznaczono go pod zabudowę sakralną.
Po zabudowie i zasiedleniu zachodniego Śródmieścia, co nastąpiło w latach 1870–1900, powstała konieczność budowy świątyń ewangelickich, które zaspokoiłyby potrzeby duszpasterskie ludności. W latach 1872–1876 powstała pierwsza duża świątynia przy ul. Gdańskiej, zaś w latach 1896–1897 wzniesiono kościół Chrystusa Pana na placu sakralnym.
Teren, na którym wzniesiono kościół został w 1901 r. obsadzony zielenią, według projektu dyrektora Ogrodów Miejskich Konrada Neumanna. Skwer wielkości 1,6 ha składał się z czterech części, połączonych drogami i trawnikami. Wzdłuż jego obrzeży oraz przy kościele założono zieleńce z drogami i trejażami, stanowiącymi tło ozdobne dla róż, kwiatów bylinowych i pnączy. Na skwerze rosło kilkadziesiąt gatunków drzew i krzewów, m.in. jarzębina czerwona, wiąz, lipa drobnolistna, klon pospolity, kasztanowiec biały, wierzba biała, głóg jednoszyjkowy, świerk pospolity, świerk biały, sosna limba i inne.
W północno-zachodniej pierzei placu w latach 1896–1898. wzniesiono Szkołę Ludową zwaną „Karlschule”. Natomiast od północnego wschodu sąsiaduje od 1874–1877 z wielkim kompleksem koszar wojskowych.
Obecną nazwę plac posiada od 1947 r., kiedy przed kościołem ustawiono figurę Chrystusa ze zlikwidowanego cmentarza przy ul. Jagiellońskiej. Jest to kopia dzieła Bertela Thorvaldsena należącego do najcenniejszych dzieł europejskiego klasycyzmu, usytuowanego w ołtarzu głównym katedry Matki Boskiej w Kopenhadze.
Obecnie Plac Zbawiciela jest ogrodzony i stanowi zieleniec otaczający kościół ewangelicko-augsburski pw. Chrystusa Zbawiciela.